# Raya (île)
Pour les articles homonymes, voir Raya (homonymie).
Raya est une île indonésienne de l'océan Indien. Située au sud de la pointe septentrionale de l'île de Sumatra, c'est une île frontalière d'Indonésie.